# لويتكيرش إم آلغوي
لويتكيرش ايم آلغاو (بالألمانية: Leutkirch im Allgäu) هي Grosse Kreisstadt، مدينة وبلدة ألمانية تقع في ألمانيا في بادن-فورتمبيرغ.[بحاجة لمصدر]

## المدن التوأمة
مدن Lamalou-les-Bains، Hérépian، بيداريو ‏ وكاستجلوني ديلي ستيفيري هي مدن توأمة لـلويتكيرش ايم آلغاو.

## أعلام
- هيكو بوتشر
- غانثر هارتمان
- يوهان فابر
- فرانز باومان
- دانييلي غابرييل